# خشم اژدها
خشم اژدها (چینی: 精武門) فیلمی رزمی به کارگردانی لو وی و تهیه‌کنندگی ریموند چو محصول ۱۹۷۲ هنگ کنگ است. در این فیلم بروس لی نقش اصلی خود را بعد از رئیس بزرگ (۱۹۷۱) بازی می‌کند. بروس لی همچنین به عنوان طراح رقص اکشن این فیلم کار می‌کرد. در این فیلم، چن زن، شاگر هوآ یوانجیا، برای دفاع از ناموس چینی‌ها در برابر تجاوزات خارجی و همچنین انتقام‌گیری مسئول دقیق مرگ هوآ می‌جنگد.
این فیلم دومین فیلم کونگ‌فوی لی بود و همچنین به موضوعات حساس پیرامون استعمار ژاپن پرداخت. همچنین رقص مبارزاتی نسبتاً واقع‌گرایانه‌ای را برای زمان خود به نمایش می‌گذاشت و همچنین به دلیل ارجاعات تاریخی و اجتماعی خود، به ویژه به امپریالیسم ژاپن، با دیگر فیلم‌های این ژانر متفاوت است.
خشم اژدها حدود ۱۰۰ میلیون دلار در سراسر جهان (بیش از ۷۰۰ میلیون دلار با احتساب تورم) در مقابل بودجه ۱۰۰,۰۰۰ دلاری به دست آورد. این فیلم پردرآمدترین فیلم هنگ کنگی تا فیلم بعدی بروس لی، راه اژدها (۱۹۷۲) بود.

## داستان
در شانگهای سال ۱۹۰۸، چن زن به مدرسه جینگ‌وو بازمی‌گردد تا با نامزدش یوان لی‌ار ازدواج کند، اما متوجه می‌شود که استادش، هوآ یوانجیا، ظاهراً بر اثر بیماری درگذشته است. این خبر، چن را عمیقاً متأثر می‌کند. در مراسم خاکسپاری، افرادی از یک دوجوی ژاپنی در منطقه هونگکو از راه می‌رسند تا شاگردان جینگ‌وو را تحقیر کنند. وو ان، مترجم و مشاور استاد بزرگ دوجوی ژاپنی، هیروشی سوزوکی، با زدن سیلی‌های پیاپی به صورت چن، او را تحریک کرده و از او می‌خواهد که با یکی از شاگردان سوزوکی مبارزه کند.
آنها تابلویی را به مدرسه جینگ‌وو می‌آورند که روی آن عبارت «مرد بیمار شرق آسیا» نوشته شده است. این اقدام ظاهراً برای اهانت به هوآ یوانجیا و توصیف چینی‌ها به‌عنوان «ضعیف» در مقایسه با ژاپنی‌ها انجام شده است. شاگرد دوجوی ژاپنی، دانش‌آموزان جینگ‌وو را به مبارزه دعوت کرده و می‌گوید: «اگر کسی از چینی‌های حاضر جرأت مبارزه و شکست دادن مرا داشته باشد، این کلمات را خواهم خورد.» چن زن قصد دارد واکنش نشان دهد، اما فن جونشیا، ارشدترین شاگرد مدرسه، او را متوقف می‌کند. اندکی بعد، چن زن به‌تنهایی به دوجوی هونگکو می‌رود تا تابلو را بازگرداند. او در آنجا با شاگردان ژاپنی درگیر شده و همگی آن‌ها، از جمله سنسی آنها را به‌تنهایی شکست می‌دهد. سپس، شیشه تابلو را می‌شکند و شاگردانی را که قبلاً او را تحقیر کرده بودند، مجبور می‌کند که کاغذ حاوی کلمات توهین‌آمیز را بجوند تا به‌معنای واقعی کلمه «حرفشان را بخورند».
بعداً، چن برای قدم زدن به یک پارک می‌رود، اما یک نگهبان سیک از ورود او جلوگیری می‌کند، زیرا تابلویی در ورودی نصب شده که ورود سگ‌ها و چینی‌ها را ممنوع اعلام کرده است. هنگامی که نگهبان به یک زن خارجی اجازه می‌دهد تا سگ خانگی‌اش را به داخل پارک ببرد، یک مرد ژاپنی به چن نزدیک شده و به او می‌گوید که اگر مانند یک سگ رفتار کند، اجازه ورود خواهد داشت. این توهین، چن را به خشم می‌آورد و او مرد ژاپنی و دوستانش را به‌شدت کتک می‌زند. پس از درگیری، چن تابلو را می‌شکند. نگهبان با سوت زدن، پلیس را خبر می‌کند، اما شهروندانی که شاهد این ماجرا بودند، به چن کمک می‌کنند تا از پارک فرار کند. شاگردان ژاپنی و استادشان، به دستور سوزوکی، برای انتقام به مدرسه جینگ‌وو حمله می‌کنند. آن‌ها خسارت سنگینی به بار می‌آورند و سپس مدرسه را ترک می‌کنند. وو، که همراه ژاپنی‌ها آمده است، به جینگ‌وو هشدار می‌دهد که چن را تحویل دهند.
چن بازمی‌گردد و متوجه می‌شود که دردسر بزرگی ایجاد کرده است. با این حال، همکلاسی‌هایش از تحویل او به ژاپنی‌ها خودداری کرده و برای فراری دادن او از شانگهای نقشه می‌کشند. آن شب، چن متوجه می‌شود که استاد هوآ در واقع توسط آشپز مدرسه، تیان، مسموم شده است. او تیان را در حال صحبت با فنگ گویشی، سرایدار مدرسه، می‌بیند. چن، تیان را می‌کشد و سپس فنگ را نیز در حین تلاش برای فهمیدن دلیل قتل استاد هوآ از بین می‌برد. پس از آن، اجساد تیان و فنگ را از یک تیر چراغ آویزان می‌کند. یوان لی‌ار چن را در نزدیکی قبر استاد هوآ پیدا می‌کند و آنها لحظاتی عاشقانه را با یکدیگر سپری می‌کنند.
در همین حال، سوزوکی بازرس لو را مجبور می‌کند که چن را دستگیر کند، اما چن از چنگ آنها می‌گریزد. در حالی که سوزوکی در حال پذیرایی از دوست بازدیدکننده‌اش، پتروف، است، چن وو را می‌کشد و جسدش را از تیر چراغ آویزان می‌کند. سوزوکی که از خشم به خود می‌پیچد، به کنسولگری ژاپن رفته و چن را گزارش می‌دهد. سپس، به توصیه برادر تیان، افرادش را به مدرسه جینگ‌وو می‌فرستد تا همه را قتل‌عام کنند. همان شب، چن برای گرفتن انتقام وارد دوجو می‌شود و استاد شاگردان، یوشیدا، پتروف و در نهایت خود سوزوکی را به قتل می‌رساند. چن به مدرسه جینگ‌وو بازمی‌گردد و با صحنه‌ای هولناک مواجه می‌شود، بیشتر افراد جینگ‌وو و دوجوی هونگکو کشته شده‌اند. اما تعدادی از شاگردان جینگ‌وو، از جمله یوان، فن جونشیا و شو، زنده مانده‌اند؛ زیرا به توصیه یوان، به قبر استاد هوآ رفته بودند تا چن را پیدا کنند.
بازرس لو به مدرسه جینگ‌وو می‌رسد تا چن را دستگیر کند، اما چن برای حفظ میراث استادش تصمیم می‌گیرد خود را تسلیم کند. لو به چن می‌گوید که همیشه می‌تواند به او اعتماد کند، زیرا او نیز یک چینی است. هنگامی که آنها از مدرسه خارج می‌شوند، چن با صفی از سربازان مسلح ژاپنی و پلیس‌های غربی در مقابل دروازه مواجه می‌شود که همگی اسلحه‌هایشان را به سمت او نشانه گرفته‌اند. با خشم، چن به سمت آنها یورش برده و با یک ضربه پرشی به هوا بلند می‌شود. در همین لحظه، صدای شلیک گلوله‌ها بلند می‌شود و تصویر در حالی که چن در هوا معلق است، متوقف می‌شود.

## بازیگران
- بروس لی در نقش چِن زِن
- نورا میائو در نقش یوان لی‌ار
- ریکی هاشیموتو در نقش هیروشی سوزوکی
- رابرت بیکر در نقش پتروف
- تی‌ین فنگ در نقش فن جوشینا
- لو وی در نقش بازرس لو
- هوانگ سونگ-هسینگ در نقش تیان
- هانگ یین-چیه در نقش فنگ گیوشی
- جیمز تین در نقش فن جیاکی
- ماریا یی در نقش ین
- جون کاتسومورا در نقش محافط سوزوکی
- لی کوان در نقش شو
- کری یوئن در نقش یکی از دانش‌آموزان سوزوکی

جکی چان در این فیلم به‌عنوان بدل سایر بازیگرها بدلکاری کرده‌است.

## تولید
جکی چان در خشم اژدها به‌عنوان یک سیاهی‌لشکر و همچنین به‌عنوان بدل‌کار برای شخصیت هیروشی سوزوکی (با بازی ریکی هاشیموتو) حضور داشت، به‌ویژه در صحنه نبرد پایانی که لی او را لگد می‌زند و او به هوا پرتاب می‌شود.
لی علاقه‌ای به کارگردان فیلم یا سبک کارگردانی او نداشت. به گفته جکی چان، او شاهد مشاجره‌ای لفظی میان لو وی و بروس لی بود که تقریباً به یک درگیری فیزیکی منجر شد. در نهایت، لو وی پشت همسرش پنهان شد و او توانست لی را آرام کند.

## دوبله
توزیع‌کننده بریتانیایی هنگ کنگ لجندز، وابسته به رسانه آسیا، این فیلم را در قالب نسخه «ویژه کلکسیونرها» و نسخه «پلاتینیوم» منتشر کرده است. بی لوگان برای هر دو نسخه، دو تفسیر صوتی متفاوت ضبط کرد. در روند معمول انتشار مجدد فیلم‌ها روی دی‌وی‌دی، تفسیر صوتی معمولاً به نسخه بعدی منتقل می‌شود. اما لوگان، که از طرفداران پر و پا قرص این فیلم بود، تصمیم گرفت تفسیر دوم خود را مجدداً ضبط کند تا نگاهی تازه به فیلم ارائه دهد. موسیقی متن بازضبط‌شده این فیلم توسط مایک رمیدیوس اجرا شد. بی لوگان پیش‌تر یک تفسیر صوتی برای نسخه دی‌وی‌دی رسانه آسیا مگامستر ضبط کرده بود که تقریباً کلمه به کلمه مشابه تفسیری بود که سال‌ها بعد برای هنگ کنگ لجندز ارائه کرد. همچنین، دانی ین تفسیر صوتی به زبان کانتونی را برای همان نسخه دی‌وی‌دی مگامستر ضبط کرد.
در سال ۲۰۲۱، خشم اژدها به زبان نونگار، یکی از گویش‌های بومی استرالیا، دوبله شد. این فیلم اولین اثری بود که به این زبان دوبله شد.

## انتشار
این فیلم در ۲۲ مارس ۱۹۷۲ توسط گلدن هاروست در هنگ کنگ اکران شد و اولین بار در ایالات متحده در ۷ نوامبر ۱۹۷۲ در نیویورک به نمایش درآمد، پیش از آنکه اولین فیلم بزرگ بروس لی، رئیس بزرگ، در آنجا اکران شود.
در ژاپن، این فیلم در ۲۰ ژوئیه ۱۹۷۴ منتشر شد. چندین صحنه در نسخه ژاپنی فیلم به دلیل نگرانی ریموند چاو در مورد واکنش مخاطبان ژاپنی به مضامین ضدژاپنی فیلم، سانسور شدند.

## دنباله‌ها و بازسازی‌ها
این فیلم سه دنباله به همراه داشت: یکی با بازی جکی چان تحت عنوان خشم اژدهای جوان (۱۹۷۶)، و پس از آن خشم اژدها ۲ (۱۹۷۷)، خشم اژدها ۳ (۱۹۷۹)، و همچنین یک اسپین‌آف کره‌ای به نام آخرین خشم اژدها (۱۹۷۹).
همچنین، یک نسخه کمدی از این فیلم با عنوان خشم اژدها ۱۹۹۱ (۱۹۹۱) منتشر شد. در سال ۱۹۹۴، یک بازسازی غیررسمی با نام مشت افسانه‌ای با بازی جت لی ساخته شد. یک سال بعد، این فیلم الهام‌بخش مجموعه تلویزیونی مشت خشم (۱۹۹۵) شد که در آن دانی ین در نقش چن زن بازی کرد. دانی ین در ۲۰۱۰، به مناسبت پانزدهمین سالگرد این مجموعه، بار دیگر نقش چن زن را در افسانه مشت: بازگشت چن زن ایفا کرد.